# The Offspring (албум)
The Offspring е първият албум на американската пънк рок група Офспринг, издаден на 15 юни 1989 от Nemesis Рекърдс.

## Песни
1. Jennifer Lost The War 2:35
2. Elders 2:11
3. Out On Patrol 2:32
4. Crossroads 2:48
5. Demons (A Mexican Fiesta) 3:10
6. Beheaded 2:52
7. Tehran 3:06
8. A Thousand Days 2:11
9. Blackball 3:24
10. I'll Be Waiting 3:12
11. Kill The President 3:22

## 6 Songs Demo
6 Songs Demo е първата демо касета на групата Маник Субсайдал (Офспринг), преди да издадат дебютния им албум.

## Песни
1. Blackball (Demo) 3:24
2. Tonight I Do (Demo) 2:19
3. Call It Religion (Demo) 2:01
4. Ballroom Blitz (Sweet Кавър) (Demo) 2:10
5. Halloween (Demo) 3:06
6. Fire And Ice (Demo) (По-Късно Преименувана на I'll Be Waiting) 3:35

## Tehran
Tehran е втората и последна демо касета на групата Маник Субсайдал (Офспринг), само 1 година преди да излезе дебютният им албум.

## Песни
1. Tehran (Demo) 3:12
2. Crossroads (Demo) 2:28
3. Jennifer Lost The War (Demo) 2:44
4. Out On Patrol (Demo) 2:45

## Състав
- Декстър Холанд – Вокалист И Ритъм Китара
- Нуудълс – Китара
- Грег Кризъл – Бас Китара
- Рон Уелти – Барабани